# 28975 Galinborisov
28975 Galinborisov este o planetă minoră (asteroid), cu un diametru de 2,767 km, din centura de asteroizi. A fost descoperită pe 22 mai 2001 la Stația Anderson Mesa de Lowell Observatory Near-Earth-Object Search. 
Obiectul prezintă o orbită caracterizată de o semiaxă mare de 2,6798016 UAi, o excentricitate de 0,01, o înclinație de 14,10178 ° în raport cu ecliptica.